# Pariser Sinfonien

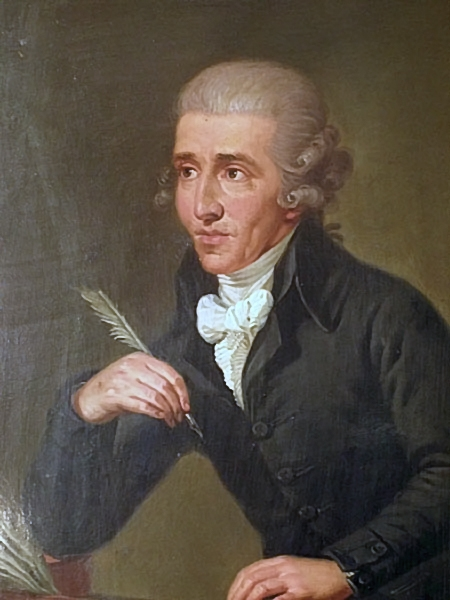
Joseph Haydn (Gemälde von Ludwig Guttenbrunn, um 1770)

Die Pariser Sinfonien sind ein Satz von sechs Sinfonien, die Joseph Haydn 1785 und 1786 für die Pariser Konzertreihe „Concert de la Loge Olympique“ komponierte. Im Hoboken-Verzeichnis haben sie die Nummern I:82 bis I:87:
- Sinfonie Nr. 82 in C-Dur "L'Ours" (Der Bär)
- Sinfonie Nr. 83 in g-Moll "La Poule" (Die Henne)
- Sinfonie Nr. 84 in Es-Dur
- Sinfonie Nr. 85 in B-Dur "La Reine" (Die Königin)
- Sinfonie Nr. 86 in D-Dur
- Sinfonie Nr. 87 in A-Dur

Sie zählen neben den zwölf Londoner Sinfonien zu den bekanntesten und am häufigsten aufgeführten Sinfonien Haydns.

## Entstehung
Die Sinfonien Nr. 82 bis 87 sind im Jahr 1784 oder Anfang 1785 von Claude-Francois-Marie Rigoley, einem Mitbegründer der Pariser Konzertreihe „Concert de la Loge Olympique“, bei Haydn in Auftrag gegeben worden. Das „Concert de la Loge Olympique“ war seit 1781 neben der „Concert spirituel“ die wichtigste Pariser Konzertreihe. Sie wurde von der vornehmen und reichen Freimaurerloge „de la Parfaite Estime & Société Olympique“ getragen, die ihre Konzerte in der Salle des Cent-Suisses in den Tuilerien veranstaltete. Das Orchester bestand mindestens zu zwei Dritteln aus Berufsmusikern, die in blauen Gehröcken spielten und Degen trugen. Die Konzerte waren nicht öffentlich. Im Jahr 1786 betrug die Maximalstärke insgesamt 65 Personen, also deutlich mehr als in Haydns bis dahin hauptsächlicher Wirkungsstätte am Hofe von Esterházy.
Haydn führte den Auftrag jedoch erst in den folgenden beiden Jahren aus. Nach den Datierungen auf den Autographen entstanden im Jahr 1785 zunächst Nr. 83 und 87, 1786 dann Nr. 82, 84 und 86. Von Nr. 85 ist nur die undatierte Einleitung als Autograph erhalten, in Anlehnung an Haydns Brief vom 2. August 1787 (siehe unten) kann jedoch vermutet werden, dass sie 1785 komponiert wurde. Haydn sandte die Autographe an seine Auftraggeber nach Paris, wo sie vermutlich sogleich aufgeführt wurden.

## Veröffentlichungsgeschichte
Obwohl die Loge Olympique sehr wahrscheinlich die Verlagsrechte mit erworben hatte, ist die Veröffentlichungsgeschichte der Pariser Sinfonien kompliziert. Michael Walter gibt folgende kurze Übersicht (Details siehe weiter unten):

„Die frühe Publikationsgeschichte der ‚Pariser Sinfonien‘ ist nicht untypisch für Haydns geschäftlichen Umgang mit Verlegern. Zusammen mit den Sinfonien hatte er auch die Publikationsrechte an die ‚Loge Olympique‘ verkauft. Dieses Exklusivrecht galt natürlich nur für Frankreich; insofern konnte er die Werke problemlos auch an den Wiener Verleger Artaria verkaufen. Allerdings war Haydns Versicherung, Artaria solle ‚ganz allein damit bedienet werden‘ ebenso eine Lüge wie die Versicherung gegenüber dem Londoner Verleger Forster, dass die Sinfonien ‚noch nicht aus meiner Hand gegeben‘ worden seien. […] Freilich musste ein Komponist wegen des mangelnden Urheberrechts am Ende des 18. Jahrhunderts zusehen, dass er seine Sinfonien möglichst an Verleger verkaufte, bevor diese sich an Raubkopien bedienen konnten (oder die Ausgabe eines Konkurrenten einfach nachstechen ließen); insofern wird man die modernen verwertungsrechtlich-moralischen Maßstäbe schwerlich anlegen dürfen.“

Die Sinfonien erschienen zuerst 1787 beim Verleger Artaria in Wien, allerdings scheint Haydn hier um die Erlaubnis der „Loge Olympique“ gesucht und sie bekommen zu haben (siehe Briefe ab 2. Mai 1787). Als Haydn bereits mit Artaria in Verhandlungen stand, versuchte offenbar ein Unbekannter, ein Geschäft mit unrechtmäßig erworbenen Kopien zu machen, indem er sie ausgerechnet Artaria anbot (Brief vom 26. April 1787). Auszüge aus den Briefen an Artaria:
- 26. April 1787 an Artaria: „… besonders, wan Sie mir als wahrer Freund und rechtschaffener Mann nur offenherzig gestehen, wer derjenige seye, so Ihnen meine neue Sinfonien angetragen, ich schwöre Ihnen bei meiner Ehre, demselben nicht ein Worth davon zu melden; da aber ein solcher Diebstahl fernerhin mich sehr unglücklich machen kann, wobey auch Sie vielleicht künftighin Schaden leiden können, so befiehlt es Ihr Gewinnst, mir hierin die Wahrheit zu gestehen und diesen gefährlichen Unterschleif mir noch bei Zeit zu entdecken …“.
- 2. Mai 1787: „Bin ungemein erfreuet über die Unwahrheit in Betreff meiner Sinfonien. Ich erwarte täglich ein Schreiben aus Paris: sobald ich die Erlaubnis haben werde, sollen Sie ganz allein damit bedient werden.“
- 21. Juni 1787: „… Wollen Sie die 3 ersteren Sinfonien von mir haben, so lassen Sie mir Ihre meinung zu wissen machen …“
- 2. August 1787: „… Ich vergasse letzhin die Ordnung der Sinfonien anzuzeigen, und müssen solche folgenderarth gestochen werden. Die Sinfonie Ex A. Numero 1, Ex bfa Nro. 2, Ex g Nro 3, Ex Es Nro 4, Es D Nro 5, Ex C Nr. 6.“

Nachdem die Direktoren des „Concert de la Loge Olympique“ ihr Verlagsrecht offenbar verkauft hatten, erfüllte Artaria jedoch Haydns Bitte, die Sinfonien in der Reihenfolge Nr. 87, 85, 83, 84, 86 und 82 zu drucken, nicht, sondern veröffentlichte sie entsprechend der heute gebräuchlichen Nummerierung („erste authentische Ausgabe“).
In England erschienen die Sinfonien in derselben Reihenfolge wie bei Artaria beim Verleger Longman & Broderip (Artarias Londoner Geschäftspartner) um die Jahreswende zu 1788 nach Vorlagen von Artaria, aber neu gestochen.
Weiterhin hatte Haydn im April und August 1787 die Sinfonien auch dem Verleger Forster in London angeboten und dabei die Sinfonien in der Reihenfolge Nr. 82, 87, 85, 84, 83 und 86 angegeben. Forster bezahlte, vertauschte bei der Herausgabe („zweite authentische Ausgabe“) aber Nr. 83 und 85. Die Veröffentlichung erfolgte kurz nach der bei Longman & Broderip. „Die Peinlichkeit war groß.“ Longman & Broderip scheinen die Ausgabe von Forster als Konkurrenz beanstandet zu haben. So schreibt Haydn am 28. Februar 1788: „Allerliebster Mons. Forster! Sind Sie auf mich nicht böse, wenn Sie wegen meiner mit H. Longman Verdrieslichkeiten haben. […] So viel werden Sie von selbst einsehen, dass wer von mir 6 neue Stücke für sich allein besitzen will mehr als 20 guinée spendieren muss.“ Wahrscheinlich bezieht sich diese Aussage auf die Pariser Sinfonien, die Haydn an Forster verkauft hatte, während Longman & Broderip sie rechtmäßig von Artaria erhalten hatten. Haydn wurde offenbar nach seiner Ankunft in London im Jahre 1791 (vgl. Sinfonie Nr. 93) zur Zahlung eines Strafgeldes verurteilt.
Die „dritte authentische Ausgabe“ erschien 1788 beim Verleger Imbault in Paris, der die Verlagsrechte vermutlich von den Direktoren des „Concert de la Loge Olympique“ erworben hatte. Er veröffentlichte die Werke in der Reihenfolge Nr. 83, 87, 85, 82, 86 und 84.
Ebenfalls in 1788 wurden die Sinfonien auch beim Pariser Verleger Sieber in der Reihenfolge Nr. 85, 83, 87, 86, 82 und 84 veröffentlicht. Dieser hatte die Vorlagen vom damaligen Konzertmeister des Orchesters der Loge Olympique (Joseph Bologne, Chevalier de Saint-Georges) bekommen. Möglicherweise war der Konzertmeister mit den Verhandlungen zwischen Haydn und der Loge Olympique betraut, konnte Rechte an den Sinfonien geltend machen und diese dem Verleger Sieber „wiederabtreten“.

## Rezeption
„1781 betrug Haydns Anteil an den aufgeführten Symphonien 17 %, 1782 schon 39 %, 1783 73 %, 1784 64,5 %, 1785 57 %, 1786 75 % und 1787 63 %. 1788, in dem Jahr, in dem die Pariser Symphonien wahrscheinlich zum ersten Mal in das öffentliche Konzert kamen, waren es 90 %, 1789 84 % und 1790 80 %. Andere Komponisten tauchten kaum noch auf […].“ In der lokalen Presse wurde Haydn gefeiert und gelobt. So schreibt der „Mercure de France“ am 12. April 1788: „Man hat bei fast allen Konzerten Symphonien von Herrn Haydn aufgeführt. Jeden Tag nimmt man sie besser wahr, und als Konsequenz bewundert man um so mehr die Produktionen dieses großen Genies, das es in jedem seiner Stücke so gut versteht, aus einem einzelnen Thema so reiche und so verschiedenartige Entwicklungen abzuleiten, im Unterschied zu den anderen unschöpferischen Komponisten, die ständig von einer Idee zur nächsten weitergehen, ohne eine einzige in veränderten Formen präsentieren zu können, und die ohne Verbindung und ohne Geschmack in mechanischer Weise ständig Effekt auf Effekt häufen.“
Die häufigen Wiederholungen von Haydn-Sinfonien in den Konzertreihen, in denen bis dahin ständig Neuaufführungen üblich waren, führten dazu, dass die Werke immer genauer studiert werden konnten und immer bekannter wurden. Dies ergab einen weiteren Rückkopplungseffekt auf die Wiederholungen. Hier liegen auch die Anfänge des stabilen sinfonischen Spielplanes.

„Die Pariser Symphonien sind Haydns erster Symphonien-Zyklus, in dem sich Einheit und Mannigfaltigkeit auch auf der Ebene der Organisation des ganzen opus in großem Maßstab verbinden, im Prinzip genauso, wie es in den Streichquartetten schon früher verwirklicht wird: sechs deutlich unterschiedene Werk-Individualitäten auf der Basis eines bis ins letzte Detail ausgearbeiteten Personal- und Gattungsstils und miteinander verbunden durch eine klare Abstufung des Anspruchs, der Formen und der Affekte und durch subkutane Beziehungen von Werk zu Werk. Hinzu kommt […] die Orientierung des Gattungsstils auf eine Öffentlichkeit hin, von welcher der Komponist wenigstens eine ungefähre Vorstellung hat. […] Das auffälligste Merkmal, in dem die Pariser Symphonien über die älteren Werke und Werkgruppen hinausgehen, ist die Orchesterbehandlung […]. Vor allem geht es um die Holzbläser, die mit einer bis dahin unerhörten Phantasiefülle eingesetzt werden […].“

„Ob die ‚Pariser Sinfonien‘ von Haydn als Zyklus konzipiert wurden, ist eine offene und vermutlich zu verneinende Frage. Denn Haydn verlangte für den Druck der Sinfonien bei Artaria in Wien eine andere Reihenfolge […] als für den bei Forster erfolgten Druck in London […] Dass Haydn die Fähigkeiten des – großen – Orchesters vermutlich relativ genau kannte, zeigt seine Orchesterbehandlung, insbesondere der solistische Gebrauch der Holzbläser, zum Beispiel in den konzertanten Holzbläser-Soli im Adagio der Sinfonie Nr. 87.“